# Kommissar X – Drei blaue Panther
Kommissar X – Drei blaue Panther ist der fünfte Film der Kommissar-X-Serie des deutschen Produzenten Theo Maria Werner.

## Handlung
Smoky und Anthony befreien Arthur Tracy aus einem Gefangenentransport. Arthur Tracy hatte einst Juwelen im Wert von 3 Millionen Dollar gestohlen und sie seinem Bruder Robert zur Aufbewahrung gegeben. Nachdem die Bande die Polizei mit einem toten Doppelgänger von Arthur Tracy ablenken konnte, will sie die Juwelen von Robert Tracy zurück. Dieser weigert sich, wird aber von Arthur Tracy auf der EXPO-Ausstellung in Montreal erschossen, der daraufhin seine Position einnimmt.
Kommissar X, von einer Versicherung beauftragt, findet die Juwelen in den „Drei blauen Panthern“. Die Bande droht schließlich Roberts Witwe Elizabeth zu ermorden, wenn sie die Juwelen nicht erhält.

## Hintergrund
Der Film basiert auf dem gleichnamigen Kommissar X-Roman von Bert F. Island. Zu Beginn enthält der Film Insert-Material aus dem Jerry-Cotton-Film Dynamit in grüner Seide. Gianfranco Parolini drehte den Film unter dem Pseudonym Frank Kramer und schrieb unter dem Pseudonym Robert F. Atkinson am Drehbuch mit.
In Italien hieß der Film Gangsters per un massacro.

## Kritiken
„Mit dummen Witzen garnierter trivialer Kriminalfilm.“